# 공화 파시스트 산마리노
공화 파시스트 산마리노(이탈리아어: Fascio Repubblicano di San Marino)는 1943년 혹은 1944년에 결성된 당이자 산마리노 공화국의 사실상 일당 독재 정부였다.

## 역사

### 산마리노 파시스트당
공화 파시스트 산마리노의 모태는 1922년 8월 10일 성립된 산마리노 파시스트당(Partito Fascista Sammarinese)이다. 이 당은 이탈리아 왕국의 파시스트당인 국가 파시스트당의 영향을 강하게 받았다.
산마리노 파시스트당의 당수인 줄리아노 고지(Giuliano Gozi)는 명문가 출신으로 산마리노 내각을 지도하는 외무장관과 내무부장관을 역임하며 산마리노 군대와 경찰을 통솔했다. 1923년 4월 산마리노 집정관에 고지가 선출되었고 6개월마다 치러지는 선거에서 파시스트가 계속 선출되며 1926년에는 산마리노 파시스트당 이외에 다른 정당이 금지되면서 실질적으로 일당제 국가가 되었다.
이후 산마리노 파시스트당은 고지 당파와 에지오(Ezio Balducci) 당파로 분열되어 이탈리아 국가 파시스트당의 지도와 중재가 이뤄졌다. 1933년 에지오는 이탈리아 로마를 통과할 때 쿠데타를 계획했다는 혐의로 이탈리아 당국에 체포되어 에지오 당파는 몰락했다.

### 공화 파시스트 산마리노
한편 이 시기 재건된 사회당은 반파시스트 운동을 형성하여 베니토 무솔리니 체포 사흘 후인 1943년 7월 28일 산마리노 파시스트당의 통치가 붕괴되었다. 산마리노는 비파시스트 정부로 새롭게 구성되었다. 그러나 무솔리니의 구출과 이탈리아 사회공화국의 형성으로 산마리노 파시스트들이 복귀하여 1944년 1월 4일 고지와 2천명의 열성 파시스트들에 의해 공화 파시스트 산마리노가 성립되었다. 이들은 이탈리아 국가 파시스트당의 후계인 공화 파시스트당을 모델로 삼았으나 제2차 세계대전에서는 중립을 유지하였다.
공화 파시스트 산마리노는 노동절 때 불법 파업을 명목으로 자국 내 공산주의자들을 단기간 체포했다. 1944년 6월 26일 영국 공군이 산마리노를 폭격해 시민 63명이 숨졌다. 공화 파시스트 정부는 그날을 전 국민적 추모일로 선포하고 반연합국 선전에 이용하였다. 9월 17일 추축국 군대가 피난을 위해 산마리노를 점령했지만, 3일 뒤인 9월 20일 산마리노 전투에서 연합국군에 의해 배제되었다. 산마리노를 점령한 연합군은 이후 2개월간 주둔하며 공화 파시스트 정권의 정치적 독점을 종결시켰다.
1944년 10월 1일 선거에 의해 파시스트는 배제되었고 11월 16일 공화 파시스트 산마리노는 비합법화되어 완전히 붕괴되었다. 2000개 도시에서 15,000명의 시민이 정치활동을 금지당했고 이는 산마리노 좌익 세력을 정치적으로 유리하게 만들었다. 1945년 4월 선거에서 공산당과 사회당의 연정이 성립되었고, 공화 파시스트 산마리노의 수괴인 고지와 50명의 파시스트가 재판에 회부되어 투옥되었다.